# Vouillon
Vouillon är en kommun i departementet Indre i regionen Centre-Val de Loire i de centrala delarna av Frankrike. Kommunen ligger i kantonen Issoudun-Sud som tillhör arrondissementet Issoudun. År 2022 hade Vouillon 224 invånare.

## Befolkningsutveckling
Antalet invånare i kommunen Vouillon
Referens:INSEE